# De tuin van Daubigny
De tuin van Daubigny is de titel van drie schilderijen en een schets van Vincent van Gogh. De schilderijen behoren tot de laatste die hij maakte (in juni en juli 1890). 

## Afbeelding
De werken tonen de tuin van een huis dat de schilder Charles-François Daubigny, die door Van Gogh zeer bewonderd werd, had laten bouwen in de Franse plaats Auvers. Daubigny heeft nooit in dit huis gewoond. Zijn echtgenote Marie-Sophie Garnier Daubigny ging er wel wonen, vlak voor het overlijden van haar echtgenoot. Zij woonde er nog steeds toen Van Gogh er de tuin kwam schilderen.
Van de schilderijen bestaan drie versies en zijn niet door Van Gogh gesigneerd.
- De versie in het Van Gogh Museum in Amsterdam. Dit is de eerste die hij schilderde. Van Gogh schilderde hier een ander deel van de tuin dan in de andere schilderijen. (grootte 51 x 51,2 cm).

- De versie met op de voorgrond een zwarte kat. Dit werk, een studie, en het tweede dat hij schilderde is in bezit van de Rudolf Staechelin Family Foundation en is in langdurig bruikleen gegeven aan Kunstmuseum Basel (afmeting 50 x 101,5 cm). Dit schilderij bevat rechtsonder de door Van Gogh geschreven tekst Le jardin de Daubigny, waaraan de titel van beide schilderijen is ontleend.

- Ook het laatste schilderij is een studie en toonde eerder ook een zwarte kat, maar deze is na de dood van Van Gogh overgeschilderd. Het schilderij bevindt zich, in bruikleen, in Hiroshima Museum of Art (afmeting 53 x 103 cm).

In een brief die Van Gogh op 23 juli 1890 schreef, noemde hij het werk en maakte hij tevens een schets.
Van Gogh maakte eerder, in juni, een ander schilderij van de tuin van Daubigny. Het toont een ander deel van de tuin. Dit doek bevindt zich in de collectie van het Van Gogh Museum in Amsterdam.